# 肇东镇
肇东镇，是中华人民共和国黑龙江省绥化市肇东市下辖的一个乡镇级行政单位。

## 行政区划
現在的肇東鎮包括原先進鄉和新城鄉。2001年5月，先進鄉和新城鄉合併為肇東鎮。
目前肇东镇下辖以下地区：
石坚村、红日村、展望村、增产村、长乐村、建华村、东跃村、万有村和先进村。